# 漠䳭
漠䳭（学名：Oenanthe deserti）为鶲科䳭属的鸟类，俗名黑喉石栖鸟。曾經被歸類於鶇科家族，但現在普遍認為屬於舊世界鶲科（Muscicapidae）。它是一種候鳥，以昆蟲為食，體長14.5至15 cm（5.7至5.9英寸）。

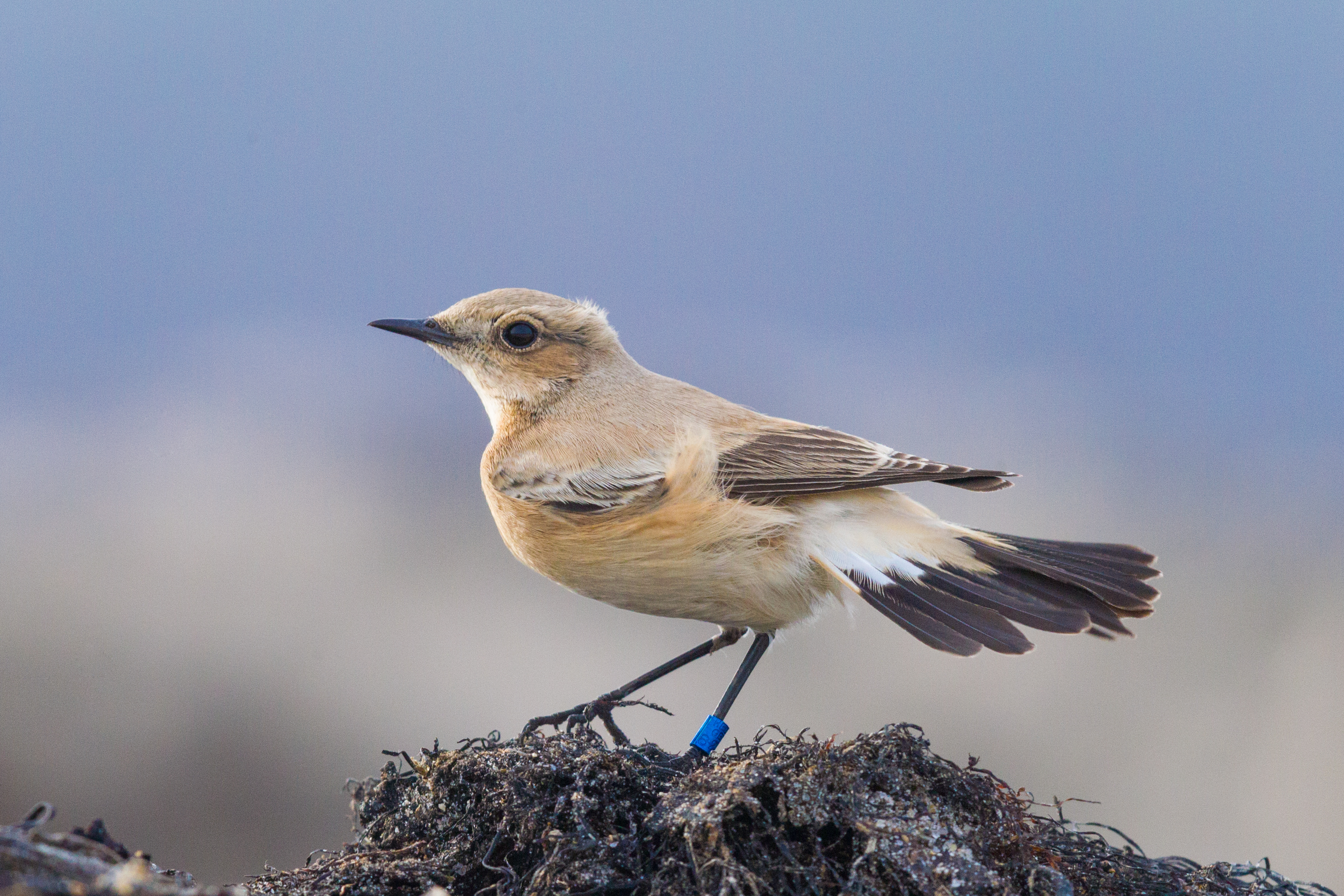
雌鳥

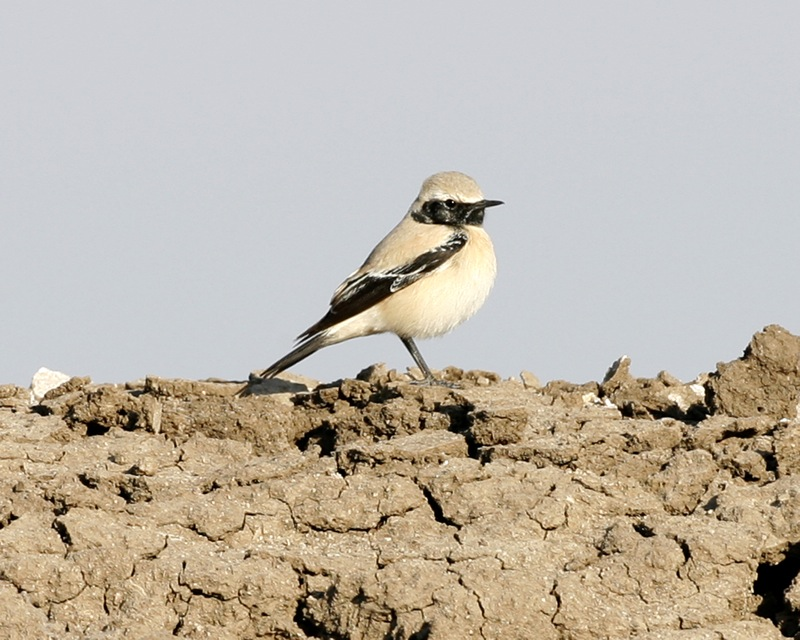
冬季雄鳥

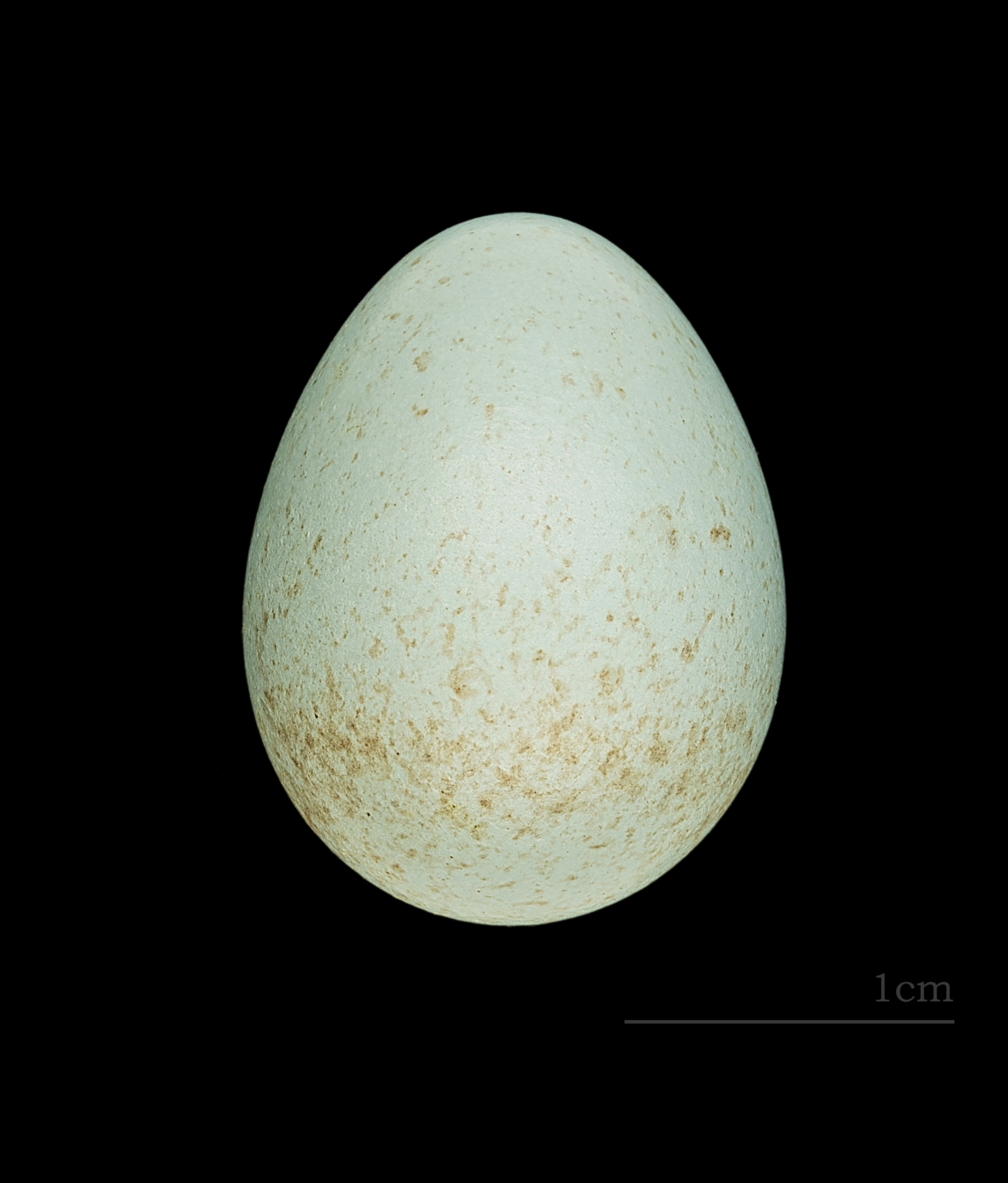
Oenanthe deserti homochroa

漠䳭的西部和東部種群均是西歐洲罕見的迷鳥。西部漠䳭在撒哈拉和阿拉伯半島北部繁殖，而東部種群分布於中亞的半沙漠地區，冬季在巴基斯坦和東北非洲度過。
夏季，雄鳥的上半身羽毛呈淡黃色，下半身為白色，胸部帶有淡黃色調。臉部和喉部的黑色延伸至肩部，並有明顯的白色眉紋。雌鳥上半身較灰，下半身較黃，喉部無黑色。在冬季，雄鳥喉部的黑色部分會被白色羽毛尖端部分遮住。無論年齡或性別，漠䳭的一個顯著特徵是整條尾羽至尾上覆羽全黑。
漠䳭主要以地面上的昆蟲為食。它們在春季繁殖，通常會在隱蔽的巢中產下四枚淡藍色、帶有輕微斑點的卵，巢由草、苔蘚和植物莖製成。

## 分類學與詞源
屬名Oenanthe來自古希臘語oenos（οίνος），意為"葡萄酒"，以及anthos（ανθός），意為"花"。這指的是穗䳭在春天葡萄藤開花時返回希臘。種名deserti來自拉丁文，意為"沙漠"。英文俗名 "Wheatear"這個名稱，並非來自於"小麥"或"耳"這些詞，而是16世紀的語言變異，源自"white"和"arse"，指的是許多石鶲物種的白色臀部。
目前確認有四個亞種：Oenanthe deserti deserti分布於黎凡特；Oenanthe deserti atrogularis分布於外高加索、伊朗、阿富汗和蒙古；Oenanthe deserti homochroa分布於西撒哈拉至埃及西部；Oenanthe deserti oreophila分布於中國西部、克什米爾、西藏、巴基斯坦和非洲東北部。

## 亚种
- 漠䳭蒙新亚种（学名：Oenanthe deserti atrogularis）。分布于尼罗河以东的埃及一带、亚洲巴勒斯坦至巴基斯坦、外高加索至蒙古、冬季见于巴基斯坦、印度、伊朗及非洲以及中国大陆的内蒙古、宁夏、甘肃、新疆、陕西等地。该物种的模式产地在印度Agra。[6]
- 漠䳭青藏亚种（学名：Oenanthe deserti oreophila）。分布于克什米尔、巴基斯坦、伊朗以及中国大陆的青海、新疆、西藏等地。该物种的模式产地在西藏西南部。[7]

## 描述
成年雄鳥的頭部和頸背為淡沙灰色，羽毛尖端帶有灰色。背部、肩胛羽和腰部為類似但更豐富的顏色。腰部和尾上覆羽為淡黃褐色，尾羽基部三分之一為白色，其餘部分為黑色並帶有淡黃褐色的尖端。眼睛上方有一條弧形的淡黃褐色條紋，向後延伸。下巴、喉部、眼前線和耳覆羽的羽毛為黑色，尖端帶有白色。胸部和側腹為沙黃色，腹部和尾下覆羽為奶油白色，帶有淡淡的黃褐色。腋下和翅下覆羽為黑色，尖端帶有白色。初級飛羽的外側羽緣為黑色，羽尖和邊緣為白色，內側羽緣為淡褐色並帶有白邊。次級飛羽類似，但雙側羽緣有更寬的白邊。 體長約15（5.9英寸），體重約15和34克（0.53和1.20盎司）。
雌鳥的羽毛類似，但腰部和尾上覆羽更偏沙褐色，眼前線、下巴和喉部為淡黃褐色，尾巴深色部分為棕黑色。幼鳥與成年雌鳥相似，但上半身羽毛中央偏淡，羽毛尖端為棕色，這使得鳥的外觀更具斑點感。每年夏末有一次換羽，到翌年春季時，羽毛已經磨損，白色羽尖逐漸消失，留下色彩較豐富的羽毛。喙、腿和腳為黑色，眼睛虹膜為深棕色。

## 分佈與棲地
分布于西伯利亚、亚洲、非洲，包括中国大陆的内蒙古、宁夏、甘肃、青海、新疆、陕西、西藏等地。
漠䳭的東部種群繁殖範圍廣泛，從中東和沙烏地阿拉伯延伸至伊朗、俾路支省、阿富汗、南高加索、土耳其斯坦、塔爾巴哈臺山、阿爾泰山脈以及蒙古西北部。來自這一地區的鳥類會向南遷徙，於冬季在東北非洲、阿拉伯半島、伊拉克和巴基斯坦越冬。西部種群在北非繁殖，分布範圍從摩洛哥和里奧德奧羅延伸至尼羅河以西的埃及地區。 該種群大多為留鳥，但在摩洛哥，南部和東部的鳥類會遷徙，而西南部的鳥類則通常不會遷徙。
漠䳭的棲地是荒蕪的開闊地區、草原、沙漠、半乾旱平原、鹽田、乾涸的河床以及沙地、石地和岩石荒地。一般栖息于海拔2,500（8,200英尺）以上環境，它們的活動高度可達3,500（11,500英尺）。在冬季，當開闊地與裸露的鄉村地區交錯時，漠䳭也可能會訪問耕地。
漠䳭偶爾會作為迷鳥出現在英國，2012年10月，一隻雌鳥在秋季遷徙時被風吹偏航，出現在埃塞克斯的一個沙坑中。 幾週後，另一隻漠䳭在蘇格蘭英國皇家鳥類保護協會的斯特拉斯貝格湖保護區被觀察到。

## 行為
漠䳭通常會棲息在灌木、草叢或其他高處，然後飛到地面捕捉昆蟲和其他小型無脊椎動物，它也可以在空中捕捉昆蟲。漠䳭的食物通常包括螞蟻、甲蟲、毛毛蟲、蒼蠅及各種昆蟲的幼蟲，包括蟻獅。此外，其胃中也發現了種子。它能短時間懸停，有時當遇到無法處理的大型昆蟲時，會通過拍打翅膀在其面前展示。
漠䳭在大多數繁殖範圍內於四月下旬或五月繁殖。它們在岩石山坡、草原、沙地平原的牆縫或岩石下的凹陷處築巢。巢通常隱藏在金雀花（Ulex europaeus）灌木或其他叢生植被後，巢是由草、苔蘚和莖條整齊搭建而成，內襯細根和毛髮，有時還會用小羽毛。每次產下四枚（偶爾五枚）卵，卵呈淡藍色並帶有細小的鐵鏽色斑點，通常在較寬的一端形成明顯的帶狀。卵約20.1乘15（0.79乘0.59英寸）。孵卵主要由雌鳥完成，兩性共同照顧幼鳥。

## 狀態
漠䳭的繁殖範圍非常廣，估計接近1000萬平方公里（390萬平方英里），且其種群似乎保持穩定。因此，該物種在IUCN瀕危物種紅色名錄中被列為無危物種。

## 圖庫

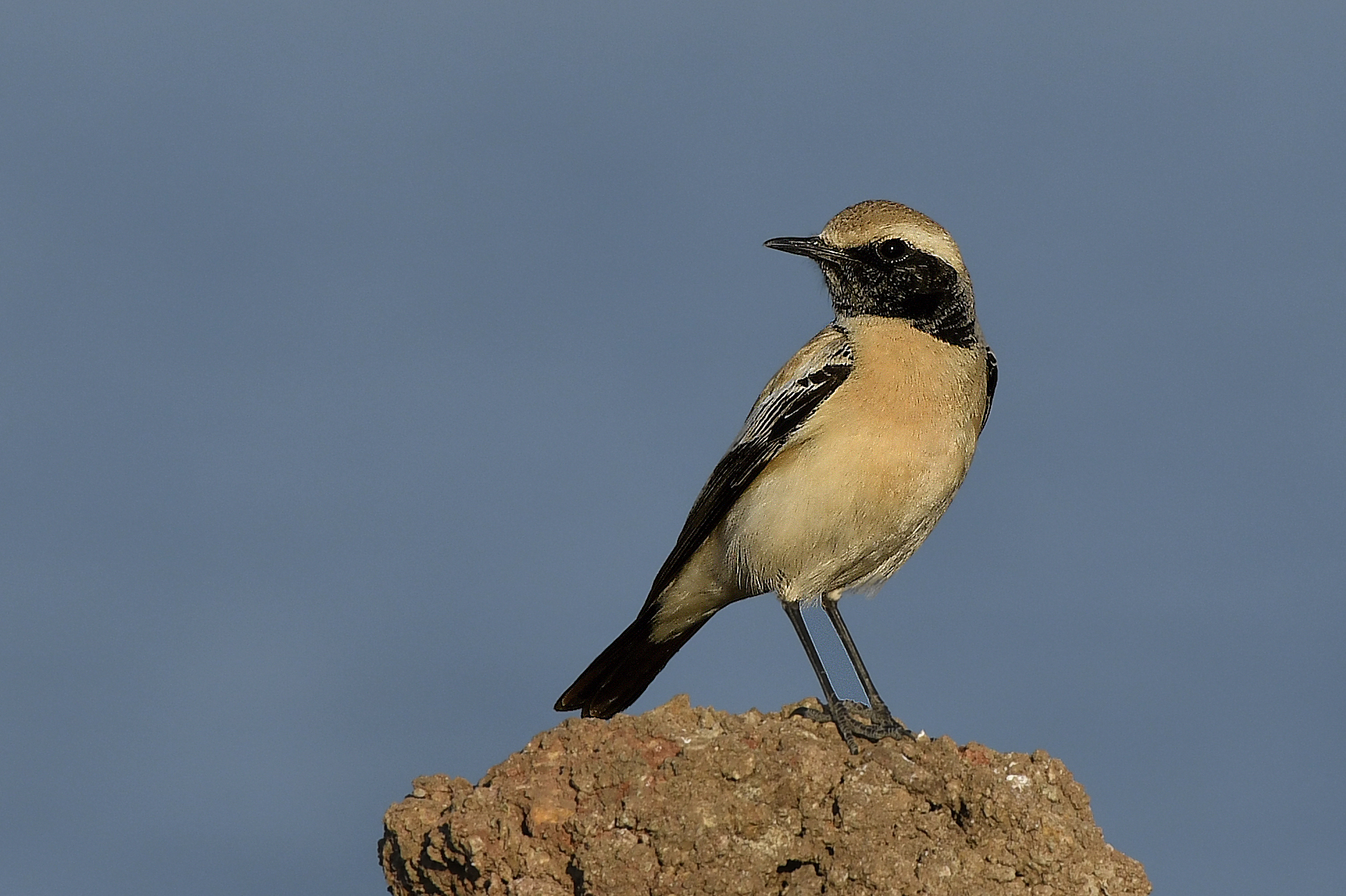
雄鳥 古吉拉特邦，印度
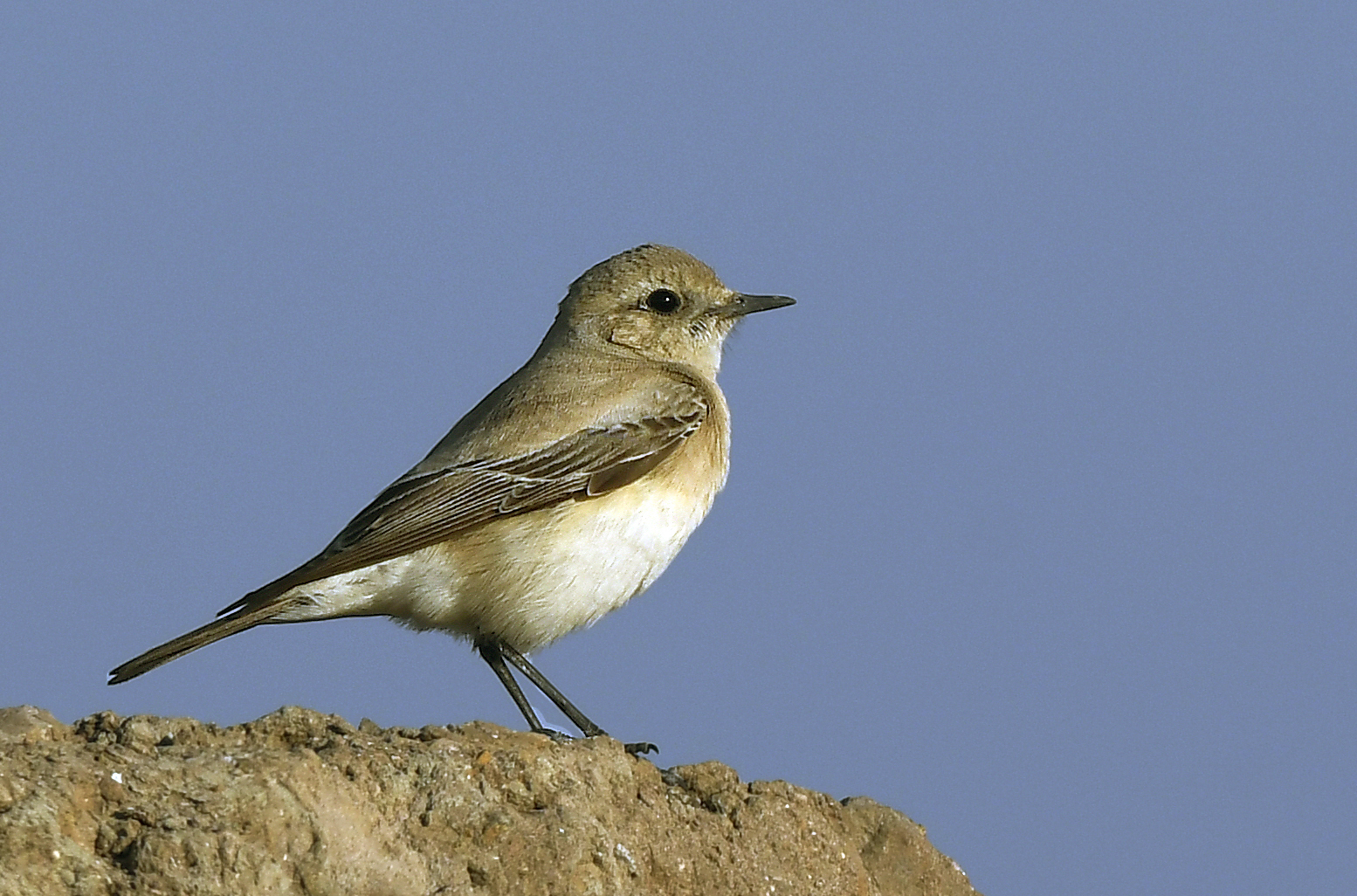
雌鳥 古吉拉特邦，印度
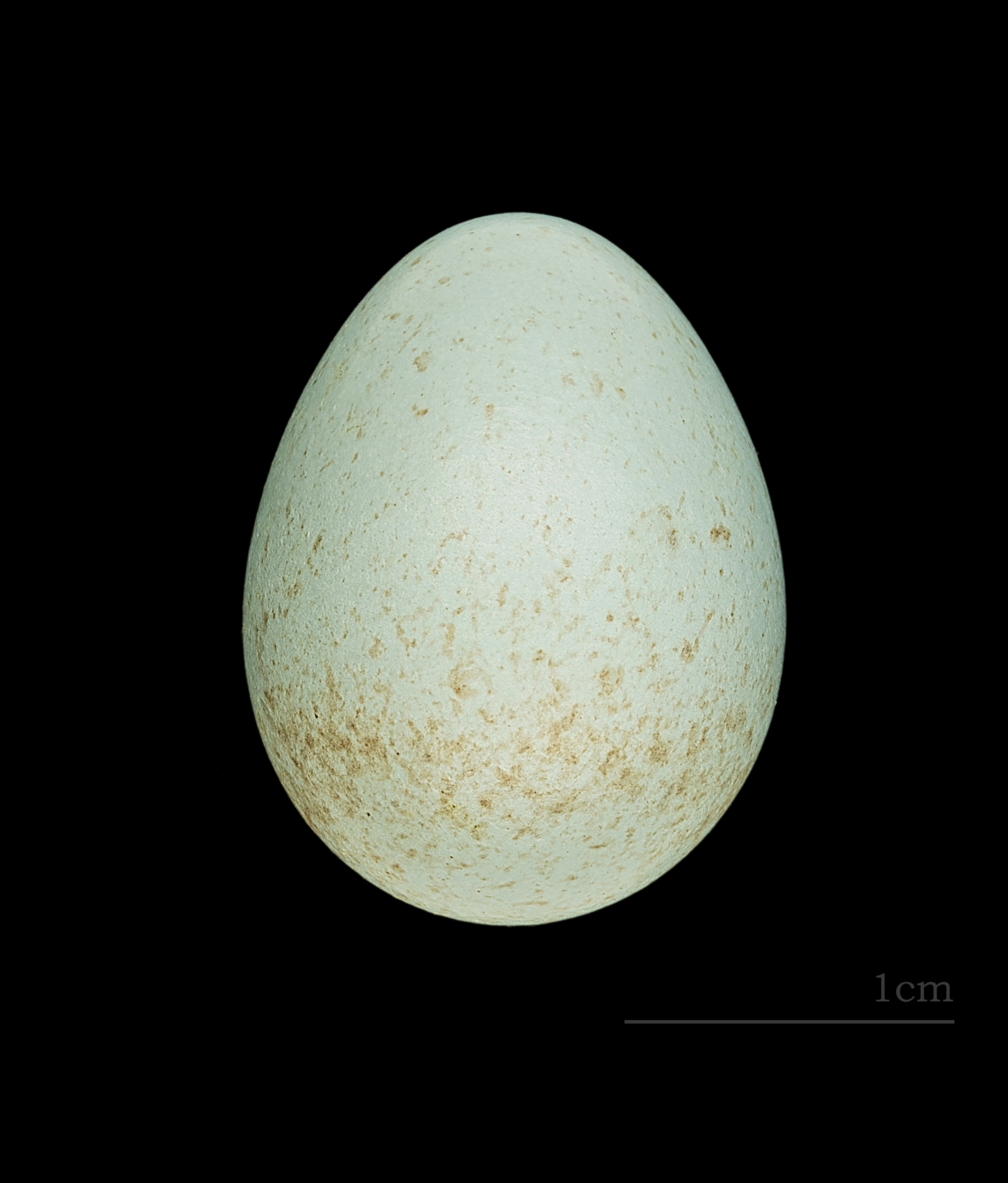
Oenanthe deserti homochroa 蛋 - 土魯斯博物館